# Fântânele, Maramureș
Fântânele, mai demult Poiana Porcului, colocvial Valea Porcului, (în maghiară Disznópataka, în germană Schweinbach) este un sat ce aparține orașului Târgu Lăpuș din județul Maramureș, Transilvania, România. Se află în partea de sud a județului, în Depresiunea Lăpuș, la poalele nordice ale  culmii Breaza.

## Istoric
Prima atestare documentară: 1637 (Disznopataka). 

## Etimologie
Etimologia numelui localității: din s. fântânea, dim. cu suf. -ea (< lat. -ella) de la fântână „puț" (< lat. fontana). 

## Demografie
La recensământul din 2011, populația era de 247 locuitori. 

## Monument istoric
- Biserica de lemn „Sfânta Maria” (sec. XVIII).